# コンラッド・ハーダー
コンラッド・ハーダー・ヴェイベル・シャンドルフ（Conrad Harder Weibel Schandorf, 2005年4月7日 - ）は、デンマーク・首都地域ホルテ出身のサッカー選手。プリメイラ・リーガ・スポルティング・クルーベ・デ・ポルトゥガル所属。ポジションはFW。

## クラブ経歴

### FCノアシェラン
2023年5月にFCノアシェランのトップチームに昇格。国内リーグ2022-23シーズン最終戦となった6月4日のヴィボーFF戦の後半42分に起用され、プロデビュー。同年8月13日のラナースFC戦では、後半36分にプロ初ゴールを記録。プロ2年目の2023-24シーズンは主にベンチスタートだったものの5ゴールを記録。2024-25シーズンは開幕から先発に定着し、7試合で2ゴールを決めたところで、2024年8月末にはブライトン・アンド・ホーヴ・アルビオンFCへの移籍が迫っていると報じられた。

### スポルティングCP
2024年9月2日、スポルティング・クルーベ・デ・ポルトゥガルと5年契約を結んだ事を発表。同月22日のAVSフトゥボルSAD戦では、前半15分に移籍後初ゴールを決めた。

## 代表経歴
2023年より、各ユース世代のデンマーク代表に招集されている。